# Acianthera phoenicoptera
Acianthera phoenicoptera é  uma espécie de orquídea (Orchidaceae) que existe na Venezuela, antigamente subordinada ao gênero Pleurothallis.

## Publicação e sinônimos
- Acianthera phoenicoptera (Carnevali & G.A.Romero) Luer, Monogr. Syst. Bot. Missouri Bot. Gard. 95: 254 (2004).

Sinônimos homotípicos:
- Pleurothallis phoenicoptera Carnevali & G.A.Romero, Novon 4: 88 (1994).